# Prestonia ipomaeifolia
Prestonia ipomaeifolia là một loài thực vật có hoa trong họ La bố ma. Loài này được A.DC. miêu tả khoa học đầu tiên năm 1844.